# Roger Temam
Roger Meyer Temam  (19 de maio de 1940) é um matemático francês.